# Поддембиці
Поддемби́це (пол. Poddębice) — місто в центральній Польщі, на річці Нер.
Адміністративний центр Поддембицького повіту Лодзького воєводства.

## Демографія
Демографічна структура станом на 31 березня 2011 року:
|          | Загалом | Допрацездатний вік | Працездатний вік | Постпрацездатний вік |
| -------- | ------- | ------------------ | ---------------- | -------------------- |
| Чоловіки | 3701    | 742                | 2587             | 372                  |
| Жінки    | 4111    | 658                | 2495             | 958                  |
| Разом    | 7812    | 1400               | 5082             | 1330                 |